# Neoproterozoic
El Neoproterozoic és la tercera i última de les subdivisions (eres) de l'eó Proterozoic, i durà entre fa 1.000 i 542 milions d'anys. El nom deriva dels ètims grecs néos ('nou'), próteros ('primer') i zõon ('animal').
El Neoproterozoic comprèn possiblement el temps més interessant del registre geològic, durant el qual la Terra sofrí les glaciacions més severes que es coneixen (durant les quals els casquets polars arribaven fins a l'equador) i, en la part final de l'era (el període Ediacarià), es troben els primers fòssils de vida multicel·lular, incloent-hi els animals més antics.
La idea d'una era Neoproterozoica sorgí fa relativament poc temps -als anys 60. Els paleontòlegs del segle xix situen els inicis de la vida multicel·lular en l'aparició dels animals amb closca dura coneguts com a trilobits i els arqueociats. Això fou el començament del període Cambrià. A principi del segle xx, els paleontòlegs van començar a trobar fòssils d'animals multicel·lulars que precedien la frontera cambriana. Es trobà una fauna complexa al sud-oest d'Àfrica a la dècada del 1920, però no fou ben datada. Se'n trobà una altra al sud d'Austràlia als anys quaranta, però no fou examinada intensament fins a la fi de la dècada dels anys 1950. Altres possibles fòssils primitius foren trobats a Rússia, Anglaterra, Canadà i altres llocs. Alguns foren identificats com a pseudofòssils, però es va descobrir que d'altres eren membres de grups bastant complexos que encara no són ben coneguts. Almenys vint regions arreu del món han proporcionat fòssils de metazous d'abans del límit cambrià.
Alguns d'aquests animals primitius semblen poder ser avantpassats dels animals moderns. Molts d'aquests estan en grups ambigus d'animals semblants a algues, discoides que semblen ser ancoratges d'animals «medusoides», espècimens amb forma de matalàs, petits tubs calcaris, i animals blindats d'origen desconegut. Normalment, se'ls anomena fauna vendiana o ediacarana, i molts n'eren de cos tou. Llurs relacions, si n'hi ha, amb els animals moderns són obscures. Alguns paleontòlegs relacionen moltes d'aquestes formes amb els animals moderns. D'altres accepten algunes relacions possibles o, fins i tot, probables però opinen que moltes de les formes ediacarianes són representants de tipus desconeguts d'animals.
Geològicament, es pensa que el Neoproterozoic comprèn un temps de complexa moció continental, a mesura que un supercontinent anomenat Rodínia es va fragmentar en fins a vuit peces. Possiblement a causa de la deriva continental, van tenir lloc diverses glaciacions globals massives, conegudes conjuntament com a glaciació Varanger, les més severes que mai han tingut lloc a la Terra. Es pensa que els casquets polars arribaren fins a l'equador, portant el món cap a una "Terra bola de neu".
La nomenclatura del Neoproterozoic ha estat inestable. Els geòlegs russos parlaven del seu període final com a Vendià, els xinesos com a Sinià i la majoria de geòlegs australians i americans com a Ediacarià. Finalment, el 2004, la Unió Internacional de les Ciències Geològiques va ratificar l'Ediacarià com a període geològic del Neoproterozoic.